# Brachypimpla
Brachypimpla är ett släkte av steklar. Brachypimpla ingår i familjen brokparasitsteklar.
Kladogram enligt Catalogue of Life:
| Brachypimpla | \| \| Brachypimpla brachyura \| \| \| \| \| \| Brachypimpla latipetiolator \| \| \| \| |
|              | \| \| Brachypimpla brachyura \| \| \| \| \| \| Brachypimpla latipetiolator \| \| \| \| |
|              | Brachypimpla brachyura                                                                 |
|              |                                                                                        |
|              | Brachypimpla latipetiolator                                                            |
|              |                                                                                        |